# Coe I. Crawford

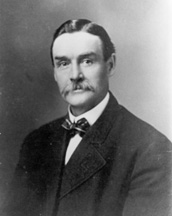
Coe I. Crawford

Coe Isaac Crawford (* 14. Januar 1858 bei Volney, Allamakee County, Iowa; † 25. April 1944 in Huron, South Dakota) war ein US-amerikanischer Politiker und von 1907 bis 1909 der sechste Gouverneur von South Dakota. Diesen Bundesstaat vertrat er außerdem als Senator im Kongress.

## Frühe Jahre und politischer Aufstieg
Coe Crawford besuchte die örtlichen Schulen seiner Heimat in Iowa und wurde zeitweise auch privat unterrichtet. Danach studierte er zwischen 1878 und 1882 an der University of Iowa Jura. Nach seiner Zulassung als Anwalt praktizierte er zunächst in Independence. Im Jahr 1883 zog er nach Pierre im Dakota-Territorium, wo er eine Anwaltskanzlei eröffnete. 1886 wurde Crawford Staatsanwalt im Hughes County. Danach war er Mitglied des letzten territorialen Regierungsrats des Dakota-Territoriums.
Nachdem South Dakota im Jahr 1889 Mitglied der Vereinigten Staaten geworden war, wurde Crawford in den ersten Senat des neuen Staates gewählt. Zwischen 1893 und 1897 war er Attorney General von South Dakota. 1896 und 1904 bewarb er sich jeweils erfolglos um einen Sitz im US-Kongress. Nach einem Umzug nach Huron wurde er zwischen 1897 und 1903 Anwalt einer Eisenbahngesellschaft. Im Jahr 1906 wurde Crawford als Kandidat der Republikanischen Partei zum neuen Gouverneur von South Dakota gewählt.

## Gouverneur und US-Senator
Crawfords zweijährige Amtszeit begann am 8. Januar 1907. In dieser Zeit wurde das Vorwahlgesetz erlassen (Primary Law), das das noch heute übliche Vorwahlsystem gesetzlich einführte. Firmen wurde es untersagt, politischen Kandidaten Geldzuweisungen zukommen zu lassen. Die Macht des Eisenbahnausschusses wurde gestärkt und für Eisenbahnbedienstete wurden Obergrenzen der gesetzlichen Arbeitszeiten festgelegt. Ein anderes Gesetz verpflichtete Kandidaten und Parteien ihre Wahlkampfausgaben offenzulegen. Im Jahr 1908 wurden zwei Indianerreservate für die weiße Bevölkerung geöffnet.
Noch im Jahr 1908 war Crawford in den US-Senat gewählt worden. Seine Amtszeit in Washington, D.C. begann am 4. März 1909, zwei Monate nach dem Ende seiner Amtszeit als Gouverneur von South Dakota. Bis zum 3. März 1915 blieb er in diesem Gremium. Er war Mitglied mehrerer Senatsausschüsse. Im Jahr 1914 wurde er nicht mehr wiedergewählt und schied daher aus dem Kongress aus. Daraufhin zog er sich nach Huron zurück, wo er bis 1934 wieder als Anwalt arbeitete. Danach ging er in den Ruhestand. Er starb im Jahr 1944. Coe Crawford war zweimal verheiratet und hatte insgesamt fünf Kinder.